# Renell
Servicefirmaet Renell A/S er en dansk rengørings- og servicevirksomhed med hovedkvarter i Helsingør. Koncernen har ca. 700 ansatte i Danmark. I 2022 havde de en omsætning på 250 mio. danske kroner. De tilbyder rengøring, ejendomsservice og skadesservice. Renell blev etableret i 1987 og ejes af familien Elleskov.